# احمدیه (بدویه)
احمدیه یا بدویه یک از طریقت‌های پر طرفدار در مصر است که در قرن هفتم ه‍.ق در مصر توسط احمد بدوی شکل گرفت. نام دیگر این فرقه، سطوحیه است. پیروان طریقة بدویه برای رسیدن به درجات کمال باید متصف به صفات علم، حلم، بخشش، شفقت، صبر و تقوا می‌بودند. این طریقت در حال حاضر به ۱۶ طریقت دیگر منقسم شده‌است که عبارتند از: شناویه، سلامیه، حلبیه، مرازقه، کناسیه، حمودیه، زاهدیه، عشیبیه، تسفیانیه، عربیه، سطوحیه، بنداریه، مسلمیه، منایفه، انبابیه و بیومیه.